# Skating Club Audax Roma
Lo Skating Club Audax Roma (SC Audax acronimo) è stata una società sportiva di rilevanza nazionale nel settore del pattinaggio a rotelle, fondata a Roma il 13 febbraio 1968. Nacque come erede della sezione Hockey e Pattinaggio dell'Associazione Sportiva Roma vincitrice di un campionato italiano autunnale di hockey a rotelle nel 1934, di un Torneo mondiale dei club di hockey a rotelle di hockey a rotelle nel 1940 (valevole anche come Campionato d'Europa e Campionato del Mondo per Club) e del titolo italiano, europeo e mondiale a squadre nel Pattinaggio a Rotelle nel 1964 (con le vittorie nelle distanze dei 1000 metri e nei 2000 metri). Lo Skating Club Audax Roma, nel corso degli anni ha contribuito allo sviluppo dell’attività rotellistica a Roma e in ambito nazionale, ottenendo risultati di rilievo, sia nella corsa sia nell’hockey.

## Storia
L’atto formale di nascita della società è stato firmato in via Urbana, nei locali del quotidiano Il Messaggero. Lo statuto della società viene compilato da Umberto Citti, Alessandro De Angelis, Pietro Gasperoni, Gualtiero Mosca e Cesare Porcai.
Il nucleo dei soci fondatori dà vita quindi al primo consiglio direttivo, con l’ingresso di Alvaro Ubaldi e del direttore tecnico Severino Danielli.
Inizialmente operativa nell’ambito della corsa su pista e su strada, la società ha gradualmente allargato la propria attività, inserendo i settori hockey (1970) e successivamente artistico (1974). Fin dall’inizio la sede dell’attività sportiva è stato il centro di Via delle Tre Fontane 1, impianto-gioiello posto all’interno della omonima cittadella sportiva delle Tre Fontane all’Eur, costruita nell’ambito delle iniziative legate all’Olimpiade di Roma 1960. 
Il centro negli anni ’70 e ’80 disponeva di due piste, una di metri 20x40, una di metri 18x36, di una anello di 160 metri con curve sopraelevate per la velocità con tribune in grado di accogliere 3.500 spettatori.
In poco tempo la S.C. Audax Roma è cresciuta nelle dimensioni e nei risultati, diventando una delle più importanti società a livello nazionale. 
Nel settore corsa hanno indossato la maglia giallorossa atleti di valore assoluto come Vittorio De Cesaris e Antonio Magliocco.
Questi campioni, più volte convocati in Nazionale, hanno regalato alla squadra diverse stagioni di grandi risultati, tra i quali alcuni record mondiali di velocità ottenuti sulla pista di Inzell, in Germania, nel 1969. Uno di questi record è ancora valido.
Gli allenatori sono stati: Severino Dainelli - corsa, Giovanni Masala - hockey a rotelle, Miriam Musa - pattinaggio artistico. 
Nel settore hockey la squadra è stata protagonista di numerosi campionati di vertice in serie B e ha vinto il titolo italiano juniores del 1975, a Bologna.  Dopo la fase delle qualificazioni, lo scudetto juniores. viene conquistato al termine di un confronto con le avversarie A.F.P. Giovinazzo, Hockey Industrie Laverda Breganze e U.S. Triestina. Inoltre due atleti dell’S.C. Audax Roma hanno fatto parte della Nazionale di categoria difendendo i colori dell’Italia nei Campionati Europei di Darmstadt (Germania, 1975) e Barcelos (Portogallo, 1976), conquistando in entrambi i casi la medaglia di bronzo.
Nel corso della sua storia, l’S.C. Audax Roma ha tesserato ufficialmente un totale di 228 atleti (129 maschi e 99 femmine).